# Tweede Kamerverkiezingen 2010/Kandidatenlijst/Partij voor de Dieren
Van de kandidatenlijst voor de Tweede Kamerverkiezingen 2010 van de Partij voor de Dieren (PvdD) werd op 14 april 2010 een conceptversie bekendgemaakt. Op 25 april velde het partijcongres een oordeel over dit ontwerp. Tweede Kamerlid Esther Ouwehand stelde zich wel kandidaat, maar werd niet op de conceptlijst geplaatst. Het partijcongres besloot Ouwehand alsnog op de tweede plaats van de lijst te zetten.

## De lijst
- vet: verkozen
- schuin: voorkeurdrempel overschreden

1. Marianne Thieme - 98.591
2. Esther Ouwehand - 12.713
3. Anja Hazekamp - 1.836
4. Frank Wassenberg - 1.889
5. Bram van Liere - 694
6. Luuk Folkerts - 418
7. Estefania Zuidmeer - 437
8. Jasmijn de Boo - 691
9. Luuk van der Veer - 512
10. Johnas van Lammeren - 662
11. Marieke de Groot - 716
12. Willem van der Steeg - 173
13. Barbara van Genne - 625
14. Harry Voss - 577
15. Ton Oomen - 293
16. Annemarie van Gelder - 664
17. Jan-Peter Cruiming - 826

2003 · 2006 · 2010 · 2012 · 2017 · 2021 · 2023
CDA · PvdA · SP · VVD · PVV · GroenLinks · ChristenUnie · D66 · PvdD · SGP · Nieuw Nederland · TON · MenS · Heel Nederland · Partij één · Lijst 17 · Piratenpartij · Lijst 19 (EPN)